# François Cruzat
François Cruzat était un officier militaire qui exerça comme lieutenant-gouverneur de la Haute-Louisiane et gouverneur provisoire de Floride orientale en 1789, remplaçant temporairement Arturo O´Neill, à cause de sa maladie.

## Biographie
François Cruzat s'est joint à l'armée espagnole dans sa jeunesse, obtenant le grade de Lieutenant. Lors de la nomination de Pedro Piernas, comme lieutenant-gouverneur, à un nouveau poste à la Nouvelle-Orléans en 1775, le contrôle de Saint-Louis est passé au lieutenant-colonel François Cruzat, qui a continué l'application laxiste du pouvoir politique espagnol sous Piernas. En 1778, cependant, François Cruzat a été suspendu en tant que commandant de Saint-Louis sur ordre du gouverneur espagnol Bernardo Galvez, qui répondait aux plaintes britanniques faisant suite aux ordres de François Cruzat qui avait permis à des agents espagnols à violer le territoire britannique dans l'Illinois. 
Durant son mandat de gouverneur, le premier ferry a été créé à Maramec pour traverser la rivière Arkansas par le colon franco-louisianais Jean-Baptiste Gamache.
En 1780, François Cruzat a été re-nommé lieutenant-gouverneur de la Haute-Louisiane et rejoint Saint-Louis. Un an plus tard, il envoya une troupe de quelque 140 soldats espagnols, louisianais et Amérindiens sous les ordres du capitaine Eugène Pourré pour capturer le fort Saint-Joseph.  Le fort fut pris et pillé sur 12 février 1781. Eugène Pourré fit lever le drapeau de l'Espagne et prit le contrôle du fort pour le roi d'Espagne et pour la Louisiane espagnole.
En outre, Cruzat envoya la milice avec 60 bénévoles et alliés autochtones. La troupe comprenait l'enseigne Charles Tayon et l'interprète Louis Chevalier.
François Cruzat quitta son poste de gouverneur en 1787. Plus tard, il fut nommé gouverneur provisoire de la Floride orientale en 1789, en remplaçant temporairement de Arturo O´Neill, en raison de sa maladie, ce dernier avait repris le contrôle de la Floride orientale en 1781.

## Vie personnelle
François Cruzat a été marié à Anicanora Ramos, qui avait quatre enfants. Cependant, alors qu'il était commandant gouverneur de Louisiane et qu'il exerçait ses fonctions, un de ses enfants, une fille est décédée et a été enterrée dans le cimetière de l'église.